# Too Old to Die Young (Bastian Baker)
Too Old To Die Young è il secondo album di Bastian Baker, pubblicato il 27 settembre 2013.

## Tracce
1. 79 Clinton Street – 3:07
2. You're the One – 4:00
3. Follow The Wind – 3:35
4. Bewitched – 3:51
5. One Last Time – 3:36
6. Dirty Thirty – 4:02
7. Kids Of the Streets – 5:17
8. Never in Your Town – 3:35
9. Prime – 4:02
10. Earrings On a Table – 3:35
11. Song for E.V. – 3:28
12. Give Me Your Heart – 7:41